# Романов Станіслав Ігорович
Станіслав Ігорович Романов (рос. Станислав Игоревич Романов; 14 травня 1987, м. Саратов, СРСР) — російський хокеїст, захисник. Виступає за «Лада» (Тольятті) у Континентальній хокейній лізі. 
Виступав за «Локомотив-2» (Ярославль), «Локомотив» (Ярославль), «Дизель» (Пенза), «Нафтовик» (Альметьєвськ), «Металург» (Новокузнецьк), «Нафтохімік» (Нижньокамськ). 
У чемпіонатах КХЛ — 170 матчів (6+22).